# چاقی شکمی
چاقی شکمی (به انگلیسی: Abdominal obesity) یا چاقی مرکزی، حالتی است که چربی بیش از حد در اطراف معده و شکم تجمع پیدا می‌کند که اثرات منفی بر وضعیت سلامت و حتی روان فرد می‌گذارد. بررسی ها نشان می دهد که چاقی شکمی خطرناک ترین چربی اضافی در بدن است. چاقی شکمی ارتباط مستقیم با بیماری‌های قلبی عروقی، آلزایمر و سایر بیماری‌های متابولیکی و عروقی دارد.

## چربی احشایی
چربی احشایی چربی‌های شکم و دور کمر است که با ابتلا به دیابت نوع ۲ رابطه دارد. چربی احشایی، همچنین به عنوان چربی ارگان‌ها یا چربی داخل شکمی شناخته می‌شود و در داخل حفره‌ها، در بین اندام‌های داخلی و تنه تجمع پیدا می‌کند. معمولاً تجمع چربی‌های احشایی که شامل مزانتریک، بافت چربی سفید و چربی اطراف کلیه می‌باشد، نسبت به چربی‌های زیرپوستی و عضلانی خطرناک تر هستند. این نوع چربی‌ها بیشتر در مرکز بدن جمع می‌شوند و به آن چاقی شکمی نیز می‌گویند.

## دلایل ایجاد
علت اصلی چاقی شکمی عدم تعادل انرژی ورودی و خروجی در بدن است. برخی مطالعات نشان می‌دهد که مصرف بیش از حد فروکتوز با اختلال در تنظیم چربی و کاهش حساسیت به انسولین، می‌تواند باعث چاقی شکمی شود. همچنین مصرف زیاد گوشت همراه با چربی و کربوهیدرات نیز تا حد زیادی باعث ایجاد این چاقی می‌شود. سایر دلایل عبارتند از:
- مصرف بیش از حد الکل
- سیگار کشیدن مادر
- تنبلی تخمدان
- ترکیبات استروژنی در رژیم غذایی
- مواد شیمیایی مختل کننده غدد درون ریز
- هیپرکورتیزولیسم، مانند سندرم کوشینگ
- بسیاری از داروهای تجویز شده مانند دگزامتازون و سایر استروئیدها خصوصاً در صورت افزایش سطح انسولین.

## نحوه تشخیص
متداول‌ترین روش تشخیص چاقی شکمی که خود افراد نیز از آن استفاده می‌کنند مشاهده بزرگ شدن شکم نسبت به قبل می‌باشد. همچنین برای سنجش میزان چاقی شکمی روش‌های مختلفی وجود دارد، از جمله:
دور کمر مطلق در مردان> ۱۰۲ سانتی‌متر (۴۰ اینچ) و در زنان> ۸۸ سانتی‌متر (۳۵ اینچ)
نسبت دور کمر و باسن (دور کمر تقسیم بر باسن> ۰٫۹ برای مردان و> ۰٫۸۵ برای زنان)
قطر ساژیتال شکمی